# 鼠形紅點鮭
鼠形紅點鮭，為輻鰭魚綱鮭形目鮭科的其中一種，為溫帶淡水魚，分布於歐洲冰島Thingvalla湖流域，體長可達48公分，棲息在底中層水域，以昆蟲及浮游動物為食，生活習性不明。

## 擴展閱讀
維基物種上的相關：鼠形紅點鮭